# Яя (река)
Вижте пояснителната страница за други значения на Яя.
Яя (на руски: Я̀я) е река в Русия. Тече през Кемеровска област и Томска област.
Ляв приток на Чулим, който се влива в Об. Дължина 380 km. Площ на басейна – 11 700 km2.
Извира в предпланините на Кузнецки Алатау. Има снежно подхранване. Замръзва от ноември до април. Плавателна река 114 km от устието си.